# 本土復帰
本土復帰（ほんどふっき）は、第二次世界大戦における日本の降伏直後に日本政府から連合国軍（主にアメリカ軍）へ移された伊豆諸島、トカラ列島、奄美群島、小笠原諸島、および沖縄県の施政権が日本政府へ返還され、これら地域が日本の主権下に復帰したことをいう。

## 概要
本項で挙げられている地域は、いずれも1946年（昭和21年）1月29日に指令されたSCAPIN-677によって、GHQが定めた日本の範囲から除かれたため、日本国政府による施政権が停止された地域である。

3	　この指令の目的から日本と言ふ場合は次の定義による。
日本の範囲に含まれる地域として
日本の四主要島嶼（北海道、本州、四国、九州）と、対馬諸島、北緯30度以北の琉球（南西）諸島（口之島を除く）を含む約1千の隣接小島嶼
日本の範囲から除かれる地域として
(a) 欝陵島、竹島、済州島。(b) 北緯30度以南の琉球（南西）列島（口之島を含む）、伊豆、南方、小笠原、硫黄群島、及び大東群島、沖ノ鳥島、南鳥島、中ノ鳥島を含むその他の外廓太平洋全諸島。(c) 千島列島、歯舞群島（水晶、勇留、秋勇留、志発、多楽島を含む）、色丹島。
—SCAPIN677
このうち短期間で本土復帰した伊豆諸島を除き、アメリカ軍の軍政下に置かれることとなり、トカラ列島および奄美群島には臨時北部南西諸島政庁（大島支庁から改組）、沖縄諸島には沖縄民政府、宮古諸島には宮古民政府、八重山諸島には八重山民政府、小笠原諸島にはボニン諸島米国軍政府が1946年（昭和21年）中にそれぞれ設置された。
1952年（昭和27年）4月28日にはサンフランシスコ平和条約が発効された。サンフランシスコ平和条約第2章第3条において、アメリカ合衆国が国際連合に提案した場合、北緯29度線以南の南西諸島および小笠原諸島をアメリカの信託統治下に置くことに日本は同意しなければならないが、それまでの期間はアメリカの施政権下に置かれることが規定された。これらの地域は第2条で規定された他の旧外地およびソ連占領地域と異なり、日本による主権の放棄は規定されていないため、日本はこれらの地域に対する主権（潜在的主権）を保持し続けることができた。そのため、本項で挙げられている地域はいずれもアメリカの領土または信託統治領となったわけではなく、住民も日本国籍を維持している。本土復帰とは施政権がアメリカから日本に復帰したことを指す。

## サンフランシスコ平和条約発効前に復帰

### 伊豆諸島
1946年（昭和21年）3月22日復帰。
同年1月29日から短期間、連合国軍最高司令官総司令部（GHQ）により日本の施政権が停止された。なお、サンフランシスコ平和条約ではアメリカの施政権下に入る地域から外されている。

### トカラ列島
1952年（昭和27年）2月10日復帰。
復帰を求める対米働き掛けは奄美群島と合同で行われていたが、1951年（昭和26年）に連合国司令部の覚書によって復帰が決定した。そのため、サンフランシスコ平和条約ではアメリカの施政権下に入る地域から外されている。

## サンフランシスコ平和条約発効後に復帰

### 奄美群島
1953年（昭和28年）12月25日復帰。

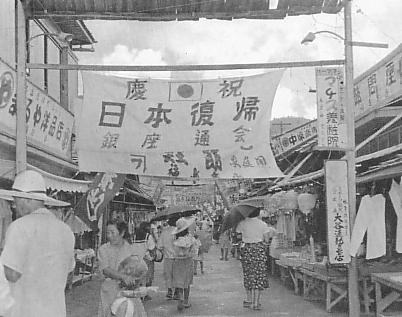
奄美群島の本土復帰

日本政府と連合軍側（現在の国際連合）との条約であるサンフランシスコ平和条約が発効するまでの期間は、アメリカ軍の琉球列島米国民政府による自治権制約などの政策や、沖縄戦で疲弊した沖縄本島への資金集中、本土との分離に伴う換金作物や物産の販売経路の途絶などにより、経済が疲弊し飢餓の兆候さえ出てきていた奄美の住民は不満を増大させた。分離直後から始まっていた奄美群島祖国復帰運動は激しさを増し、日本復帰を願う署名は14歳以上の住民の99.8%に達し、ガンディーの運動を真似て集落または自治体単位でハンガーストライキが行われ、小中学生が血判状を提出する事態も発生した。
サンフランシスコ平和条約と旧日米安全保障条約が発効した後では、アメリカは基地が少なく復帰運動の激しい奄美の統治を諦めるようになり、1953年（昭和28年）12月25日に施政権を返還した。その日がクリスマスであることから、米国政府は「日本へのプレゼント」として群島復帰を発表した。これに対し衆議院が感謝の決議、参議院が祝辞の決議を挙げ、吉田茂首相はアメリカのダレス国務長官に「全国民が喜び、感謝している。…こんなに大きなクリスマスプレゼント有難う」と私信を発している。

### 小笠原諸島
1968年（昭和43年）6月26日復帰。
サンフランシスコ平和条約第3条により、アメリカの施政権下に置かれた。なお、欧米系の旧島民129名のみ1946年（昭和21年）に帰島が許されていた。
米軍政時代にはアメリカ海軍の基地が設置され、物資の輸送は1ヶ月に1回、グアム島からの軍用船によって行われた。欧米系島民は戦前の土地区画に関係なく、決められた区画に集められ、その多くは米軍施設で働いた。島民の自治組織として五人委員会が設けられた。島の子供たちは、軍の子弟のために1956年（昭和31年）に設立されたラドフォード提督初等学校で軍の子弟と一緒に学び、高等教育はグアム島で行われた。
米軍によって戦前の土地区画に関係なく決められた区画に集められたことは、日本返還後も効率的な開発の都合から踏襲され、戦前の土地所有者との補償交渉で揉めることとなった。後に、日本政府の意向を無視して父島に核兵器の貯蔵施設が作られていたことが、アメリカの情報公開によって知れ渡った。軍政時代に数基の核弾頭が保管されていたという。1968年（昭和43年）4月に日米間で小笠原復帰協定が締結され復帰が決定された。
発行物
- 1968年（昭和43年）6月26日、小笠原諸島復帰記念の額面15円の切手が発行された。

### 沖縄県
1972年（昭和47年）5月15日復帰。
サンフランシスコ平和条約第3条により、アメリカが琉球諸島を信託統治下に置くことを国際連合に提案し、その提案が国際連合で可決されるまでの期間、アメリカが琉球諸島の行政、立法、司法のすべての権限を行使することが規定された。そこでアメリカは「行政主席」を行政の長とする琉球政府を置き、公選の議員で構成される立法機関「立法院」を設けるなどの一定の自治は認めた。しかし、最終的な意思決定権はアメリカ軍の統治機構である琉球列島米国民政府が握ったままだった。

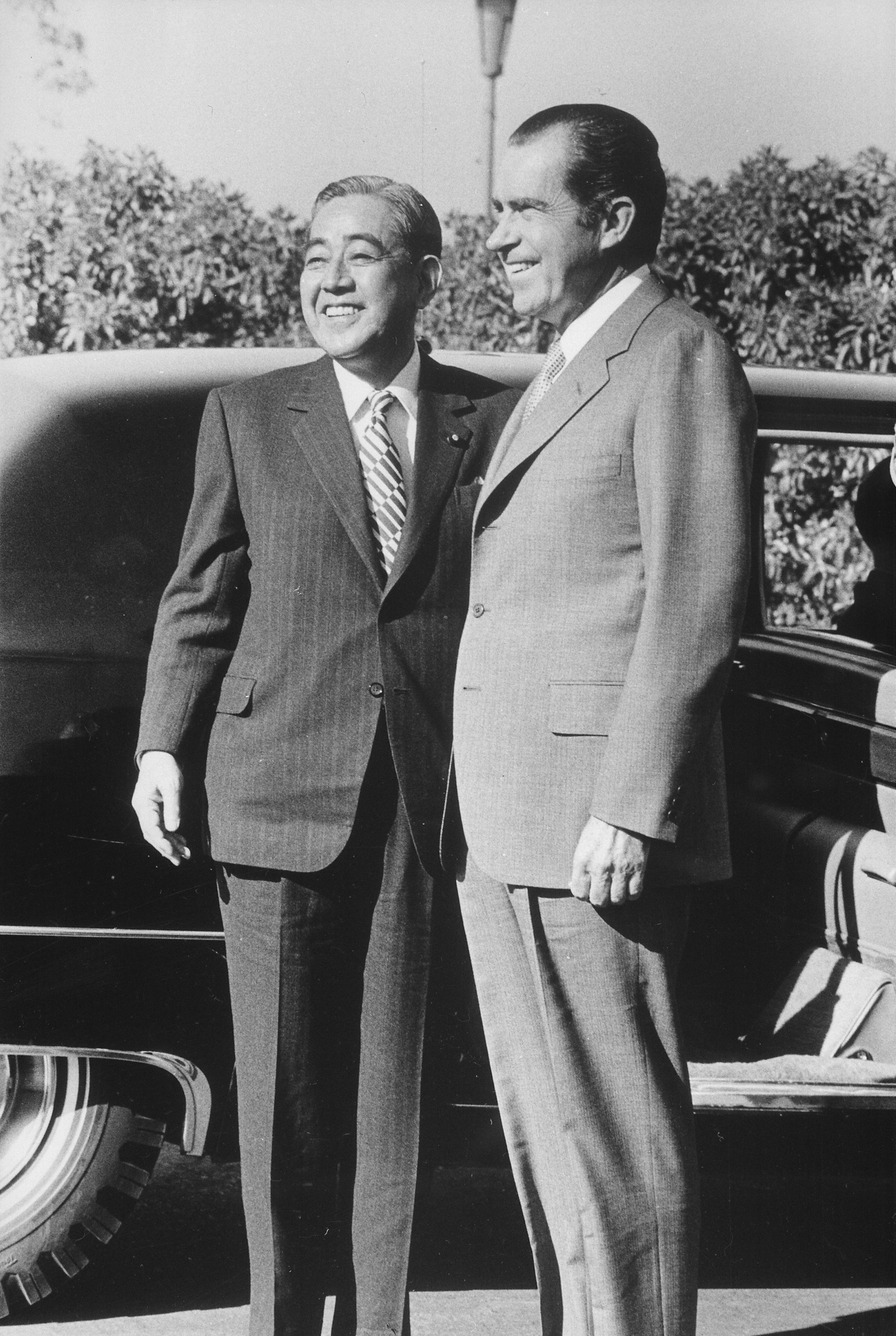
佐藤栄作とリチャード・ニクソン

朝鮮戦争、台湾海峡危機と、連続して極東における軍事的緊張が高まると、合衆国の関心は次第に琉球自治拡大による施政権の固定化から前線基地としての沖縄の重要性に移っていった。そのため沖縄経済は未曾有の好景気に湧いた。その間にも各地に基地・施設を増設し、さらにアメリカ軍兵士による事故・事件が頻発し、住民の死亡者や犠牲者が相次いだため、住民有志は「島ぐるみ闘争」と呼ばれる抵抗運動を起こし、1960年（昭和35年）には沖縄県祖国復帰協議会（復帰協）を結成した。なお、このころのアメリカ大統領のドワイト・アイゼンハワーやジョン・F・ケネディ（長女のキャロライン・ケネディは後の駐日大使）には、沖縄を返還する気は全く無かったようである。
1960年代後半のベトナム戦争によって沖縄が最前線基地とされると、駐留アメリカ軍は飛躍的に増加し、これに伴って事件・事故も増加した。また爆撃機が沖縄から直接戦地へ向かうことに対し、復帰運動は反米・反戦色を強めた。一方、アメリカ軍による需要がある土木建築業や飲食業、娯楽業などに携わる勢力は、復帰反対やアメリカ軍駐留賛成の運動を展開し、彼等の支援する議員が復帰賛成派の議員と衝突した。1968年（昭和43年）11月には琉球政府の行政主席選挙が行われ、90パーセント近い投票率を記録した。この選挙によって復帰協の屋良朝苗が当選、「即時無条件全面返還」を訴えた。
なお上記の通り、ベトナムへの軍事支援を拡大させたケネディ大統領や、ケネディを継いでベトナム戦争を拡大させたリンドン・B・ジョンソン大統領は、沖縄返還を殆ど考慮しなかったが、1969年（昭和44年）の日米首脳会談で、ベトナム戦争の終結を公約にして大統領に当選したリチャード・ニクソンが、安保延長と引き換えに沖縄返還を約束し、これに基づき1971年（昭和46年）6月17日に沖縄返還協定が締結されたが、屋良や復帰賛成派の県民の期待とは裏腹に、アメリカ軍基地を縮小せず維持したままの「72年・核抜き・本土並み」の復帰が決定した。なお、アメリカ軍がベトナムから全面撤退したのは、沖縄返還の翌年の1973年（昭和48年）3月29日であった。
1970年（昭和45年）12月20日未明、沖縄本島中部のコザ市（現：沖縄市）で、アメリカ軍兵士が連続して起こした二件の交通事故を契機にコザ暴動が発生した。常日頃からアメリカ軍兵士の犯罪行為が微罪として扱われることに対する怒りが爆発したもので、これ以上沖縄をアメリカ軍政下に置くことは適当でないと内外に知らしめた。
発行物
- 1972年（昭和47年）5月15日、日本の郵政省により沖縄復帰記念の額面20円の切手が発行された。
- 沖縄切手としては本土復帰記念切手そのものは発行されていないが、1970年（昭和45年）11月2日に国政参加記念（額面3セント）、1972年（昭和47年）4月17日に沖縄返還協定批准記念（額面5セント）の切手が発行されている。